# Cheumatopsyche contexta
Cheumatopsyche contexta är en nattsländeart som beskrevs av Georg Ulmer 1951. Cheumatopsyche contexta ingår i släktet Cheumatopsyche och familjen ryssjenattsländor. Inga underarter finns listade i Catalogue of Life.